# Torsten Jung
Karl Torsten Fredrik Jung, född 28 maj 1880 i Malmö, död 9 maj 1961, var en svensk ingenjör. Han var son till Victor Jung och svärson till August Lyttkens samt far till Erland, Ingvar och Arne Jung. 
Efter mogenhetsexamen i Helsingborg 1897 utexaminerades Jung från Kungliga Tekniska högskolans avdelning för maskinteknik 1901. Han var biträdande ingenjör och byråingenjör vid Patent- och registreringsverket 1901–1913, konstruktör vid tillförordnad lektor i läran om maskinelement där 1907–1908, tillförordnad professor i maskinlära 1912 samt överlärare i mekanik och maskinlära vid Tekniska skolan i Stockholm 1906–1913. Han erhöll patent på ett flertal uppfinningar, avseende bland annat automatisk fart- och distansangivare (SAL-loggen) för fartyg. 
Jung blev överingenjör i AB Förenade Svenska Tändsticksfabrikerna 1913, var verkställande direktör där 1933–1949, och verkställande direktör för Jönköpings och Vulcans Tändsticksfabriks AB 1929–1949. Han var även styrelseordförande för Norba i Blomstermåla. Han var ordförande i Smålands och Blekinge handelskammare 1937–1953, i försäkringsbolaget Allmänna Brand 1945–1950, styrelseledamot i Jönköpings och Vulcans Tändsticksfabriks AB, Svenska Ackumulator AB Jungner och Svenska Vaxduks AB. Torsten Jung är begravd på Vireda kyrkogård.